# Tzunún
Tzunún är en ort i Mexiko.   Den ligger i kommunen Oxchuc och delstaten Chiapas, i den sydöstra delen av landet, 800 km öster om huvudstaden Mexico City. Tzunún ligger 1 850 meter över havet och antalet invånare är 568.
Terrängen runt Tzunún är huvudsakligen kuperad, men norrut är den bergig. Terrängen runt Tzunún sluttar norrut. Runt Tzunún är det ganska tätbefolkat, med 67 invånare per kvadratkilometer. Närmaste större samhälle är Oxchuc, 6,7 km sydost om Tzunún. I omgivningarna runt Tzunún växer i huvudsak städsegrön lövskog.